# Calciatori della nazionale giapponese

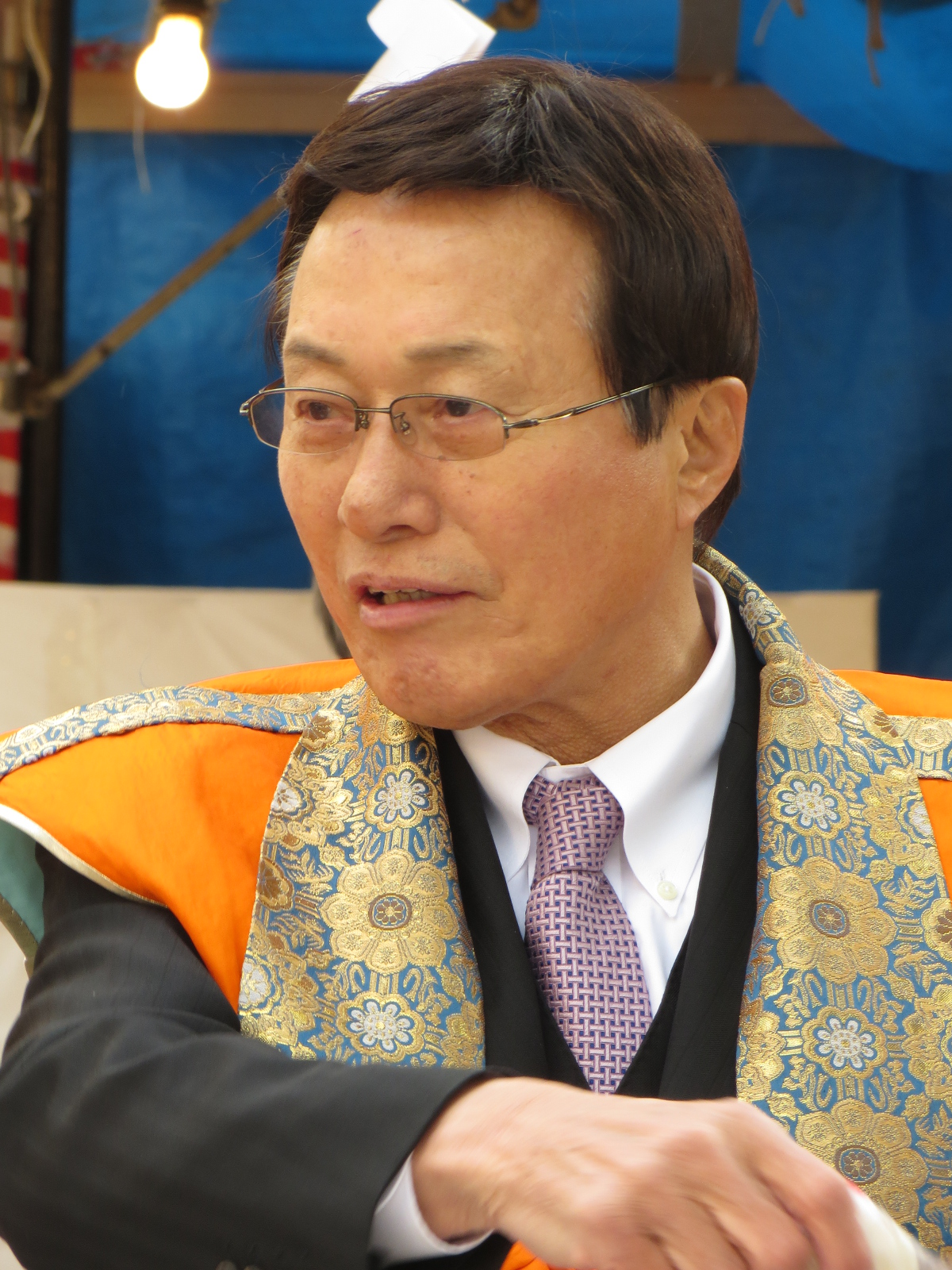
Kunishige Kamamoto, in nazionale dal 1964 al 1977, è il detentore del record di gol (75) con la maglia della nazionale giapponese.

Con il termine calciatori della nazionale giapponese si intendono tutti i giocatori che hanno rappresentato in almeno una partita la Nazionale A della Federazione calcistica del Giappone (JFA).

## Lista dei calciatori
In questa lista sono raccolti i calciatori che hanno disputato almeno un incontro con la maglia della nazionale giapponese. 
In grassetto i calciatori ancora in attività.
Dati aggiornati al 15 luglio 2025.
| Calciatore             | Presenze | Reti | Esordio | Ultimo incontro | Presenze per club di appartenenza |
| ---------------------- | -------- | ---- | ------- | --------------- | --- |
| Hiroki Abe             | 3        | 0    | 2019    | 2019            | Kashima Antlers |
| Hiroyuki Abe           | 3        | 0    | 2017    | 2017            | Kawasaki Frontale |
| Teruo Abe              | 2        | 0    | 1934    | 1934            | Kwansei Gakuin Daigaku |
| Yūki Abe               | 53       | 3    | 2005    | 2011            | 13 JEF United, 37 Urawa Reds, 3 Leicester City                                                                                                 |
| Yutaka Akita           | 44       | 4    | 1995    | 2003            | Kashima Antlers |
| Alessandro dos Santos  | 3        | 0    | 2002    | 2006            | 24 Shimizu S-Pulse, 58 Urawa Reds |
| Jun Amano              | 1        | 0    | 2018    | 2018            | Yokohama F·Marinos |
| Masahiro Andō          | 1        | 0    | 1999    | 1999            | Shimizu S-Pulse |
| Tomoya Andō            | 2        | 0    | 2025    |                 | Avispa Fukuoka |
| Kōki Anzai             | 5        | 0    | 2019    | 2020            | 2 Kashima Antlers, 3 Portimonense |
| Takeshi Aoki           | 2        | 0    | 2008    | 2009            | Kashima Antlers |
| Yōzō Aoki              | 1        | 0    | 1955    | 1955            | Chiyoda Life |
| Toshihiro Aoyama       | 12       | 1    | 2013    | 2019            | Sanfrecce Hiroshima |
| Hayato Araki           | 3        | 0    | 2022    |                 | Sanfrecce Hiroshima |
| Haruo Arima            | 2        | 0    | 1927    | 1927            | Waseda WMW |
| Kō Arima               | 3        | 0    | 1951    | 1951            | Tōkyō Daigaku |
| Tamotsu Asakura        | 2        | 0    | 1927    | 1927            | Waseda WMW |
| Takuma Asano           | 53       | 9    | 2015    |                 | 5 Sanfrecce Hiroshima, 12 Stoccarda, 1 Hannover 96, 6 Partizan, 4 svincolato, 24 Bochum, 1 Maiorca                                             |
| Tetsuya Asano          | 8        | 1    | 1991    | 1994            | 2 Toyota Motors, 3 Nagoya Grampus, 3 Urawa Reds                                                                                                |
| Tomoyasu Asaoka        | 8        | 0    | 1987    | 1989            | 6 Nippon Kokan, 2 Yomiuri |
| Michio Ashikaga        | 7        | 0    | 1971    | 1975            | Mitsubishi HI |
| Shirō Azumi            | 3        | 0    | 1923    | 1925            | Osaka Club |
| Ryūji Bando            | 7        | 2    | 2006    | 2008            | Gamba Osaka |
| Kashif Bangnagande     | 1        | 0    | 2023    | 2023            | FC Tokyo |
| Takayuki Chano         | 7        | 0    | 2004    | 2005            | 3 JEF United, 4 Júbilo Iwata |
| Kazuhiko Chiba         | 1        | 0    | 2013    | 2013            | Sanfrecce Hiroshima |
| Kuniya Daini           | 44       | 0    | 1972    | 1976            | Mitsubishi HI |
| Ritsu Dōan             | 57       | 10   | 2018    |                 | 15 Groningen, 9 PSV, 2 Arminia Bielefeld, 31 Friburgo                                                                                          |
| Shōma Doi              | 2        | 0    | 2017    | 2017            | Kashima Antlers |
| Yōichi Doi             | 4        | -2   | 2004    | 2005            | FC Tokyo |
| Kazuo Echigo           | 6        | 1    | 1986    | 1987            | Furukawa Electric |
| Keita Endō             | 2        | 0    | 2019    | 2019            | Yokohama F·Marinos |
| Masahiro Endō          | 8        | 0    | 1994    | 1994            | Júbilo Iwata |
| Wataru Endō            | 70       | 4    | 2015    |                 | 5 Shonan Bellmare, 7 Urawa Reds, 8 Sint-Truiden, 30 Stoccarda, 20 Liverpool                                                                    |
| Yasuhito Endō          | 152      | 15   | 2002    | 2015            | Gamba Osaka |
| Ataru Esaka            | 1        | 0    | 2021    | 2021            | Kashiwa Reysol |
| Mitsunori Fujiguchi    | 26       | 2    | 1972    | 1978            | Mitsubishi HI |
| Hiroki Fujiharu        | 3        | 0    | 2015    | 2015            | Gamba Osaka |
| Haruya Fujii           | 1        | 0    | 2024    |                 | Nagoya Grampus |
| Chikara Fujimoto       | 2        | 0    | 2001    | 2001            | Sanfrecce Hiroshima |
| Jungo Fujimoto         | 13       | 1    | 2007    | 2012            | 6 Shimizu S-Pulse, 7 Nagoya Grampus |
| Nobuo Fujishima        | 58       | 6    | 1972    | 1979            | Nippon Kokan |
| Nobuyo Fujishiro       | 2        | 0    | 1988    | 1988            | NKK |
| Joel Chima Fujita      | 3        | 0    | 2022    |                 | 2 Yokohama F·Marinos, 1 Sint-Truiden |
| Naoyuki Fujita         | 1        | 0    | 2015    | 2015            | Sagan Tosu |
| Toshiya Fujita         | 24       | 3    | 1995    | 2005            | 21 Júbilo Iwata, 3 Utrecht |
| Yoshio Fujiwara        | 1        | 0    | 1923    | 1923            | Osaka Club |
| Masahiro Fukuda        | 45       | 9    | 1990    | 1995            | Urawa Reds |
| Reizō Fukuhara         | 2        | 0    | 1955    | 1955            | Tokyo Univ. Education |
| Takashi Fukunishi      | 64       | 7    | 1999    | 2006            | Júbilo Iwata |
| Kōji Funamoto          | 19       | -23  | 1966    | 1975            | Toyo Kogyo |
| Kyōgo Furuhashi        | 23       | 5    | 2019    |                 | 6 Vissel Kōbe, 16 Celtic, 1 Rennes |
| Yoshio Furukawa        | 18       | -33  | 1956    | 1962            | Nihon Dunlop |
| Atsuyoshi Furuta       | 32       | 0    | 1971    | 1978            | Mazda |
| Takahiro Futagawa      | 1        | 0    | 2006    | 2006            | Gamba Osaka |
| Kazuki Ganaha          | 6        | 3    | 2006    | 2006            | Kawasaki Frontale |
| Ryō Germain            | 3        | 5    | 2025    |                 | Sanfrecce Hiroshima |
| Shūichi Gonda          | 38       | -20  | 2010    | 2022            | 3 FC Tokyo, 7 Sagan Tosu, 8 Portimonense, 19 Shimizu S-Pulse                                                                                   |
| Yukio Gotō             | 4        | 0    | 1930    | 1934            | Kwansei Gakuin Daigaku |
| Masahiro Hamazaki      | 2        | 0    | 1966    | 1966            | Nippon Steel |
| Naotake Hanyū          | 17       | 0    | 2006    | 2008            | 12 JEF United, 5 FC Tokyo |
| Hiromi Hara            | 75       | 37   | 1978    | 1988            | 13 Waseda Daigaku, 62 Mitsubishi Motors |
| Masafumi Hara          | 5        | 0    | 1970    | 1970            | Nippon Steel |
| Taichi Hara            | 2        | 0    | 2025    |                 | Kyoto Sanga |
| Teruki Hara            | 1        | 0    | 2019    | 2019            | Sagan Tosu |
| Fukusaburō Harada      | 2        | -?   | 1923    | 1923            | Osaka Club |
| Genki Haraguchi        | 74       | 11   | 2011    | 2022            | 3 Urawa Reds, 26 Hertha Berlino, 6 Fortuna Düsseldorf, 26 Hannover 96, 13 Union Berlino                                                        |
| Yasuo Haruyama         | 4        | 0    | 1927    | 1930            | Tokyo LB |
| Makoto Hasebe          | 114      | 2    | 2006    | 2018            | 6 Urawa Reds, 65 Wolfsburg, 10 Norimberga, 33 Eintracht Francoforte                                                                            |
| Haruhisa Hasegawa      | 15       | 4    | 1978    | 1981            | 5 Osaka University of Commerce, 10 Yanmar Diesel                                                                                               |
| Kenta Hasegawa         | 27       | 4    | 1989    | 1995            | 17 Nissan Motors, 10 Shimizu S-Pulse |
| Yoshiyuki Hasegawa     | 6        | 0    | 1995    | 1996            | Kashima Antlers |
| Hideo Hashimoto        | 15       | 0    | 2007    | 2010            | Gamba Osaka |
| Kento Hashimoto        | 15       | 1    | 2019    | 2022            | 7 FC Tokyo, 6 Rostov, 2 Huesca |
| Daiki Hashioka         | 11       | 0    | 2019    |                 | 2 Urawa Reds, 5 Sint-Truiden, 4 Luton Town |
| Kōichi Hashiratani     | 29       | 3    | 1981    | 1986            | 12 Kokushikan Daigaku, 17 Nissan Motors |
| Tetsuji Hashiratani    | 72       | 6    | 1988    | 1995            | 23 Nissan Motors, 11 Yokohama F·Marinos, 38 Verdy Kawasaki                                                                                     |
| Shinnosuke Hatanaka    | 10       | 0    | 2019    | 2022            | Yokohama F·Marinos |
| Reo Hatate             | 11       | 0    | 2022    |                 | Celtic |
| Yasuhiro Hato          | 15       | 0    | 2001    | 2002            | Yokohama F·Marinos |
| Uichirō Hatta          | 2        | 0    | 1925    | 1925            | Osaka Club |
| Toshihiro Hattori      | 44       | 2    | 1996    | 2003            | Júbilo Iwata |
| Mike Havenaar          | 18       | 4    | 2011    | 2016            | 5 Ventforet Kofu, 12 Vitesse, 1 ADO Den Haag                                                                                                   |
| Tomoki Hayakawa        | 1        | 0    | 2025    |                 | Kashima Antlers |
| Kentarō Hayashi        | 2        | 0    | 1995    | 1995            | Verdy Kawasaki |
| Noritaka Hidaka        | 4        | 0    | 1972    | 1973            | Nippon Steel |
| Usaburō Hidaka         | 2        | 0    | 1923    | 1923            | Osaka Club |
| Masaaki Higashiguchi   | 8        | -10  | 2015    | 2019            | Gamba Osaka |
| Toshio Hirabayashi     | 2        | 0    | 1923    | 1923            | Osaka Club |
| Hiroshi Hirakawa       | 13       | 0    | 1985    | 1992            | 6 Juntendo Daigaku, 6 Nissan Motors, 1 Yokohama F·Marinos                                                                                      |
| Yū Hirakawa            | 1        | 0    | 2025    |                 | Bristol City |
| Ryūzō Hiraki           | 30       | 1    | 1954    | 1966            | 10 Kwansei Gakuin Daigaku, 20 Furukawa Electric                                                                                                |
| Takashi Hirano         | 15       | 4    | 1997    | 2000            | Nagoya Grampus |
| Shūsaku Hirasawa       | 11       | 1    | 1972    | 1974            | Hitachi |
| Tomoyuki Hirase        | 2        | 0    | 2000    | 2000            | Kashima Antlers |
| Sōta Hirayama          | 4        | 3    | 2010    | 2010            | FC Tokyo |
| Nozomi Hiroyama        | 2        | 0    | 2001    | 2001            | Cerro Porteño |
| Kenji Hon'nami         | 3        | -5   | 1994    | 1994            | Gamba Osaka |
| Keisuke Honda          | 98       | 37   | 2008    | 2018            | 11 VVV-Venlo, 41 CSKA Mosca, 38 Milan, 8 Pachuca                                                                                               |
| Nagayasu Honda         | 4        | 0    | 1927    | 1930            | Waseda WMW |
| Takuya Honda           | 2        | 0    | 2011    | 2011            | Kashima Antlers |
| Yasuto Honda           | 27       | 1    | 1995    | 1997            | Kashima Antlers |
| Tadao Horie            | 3        | 0    | 1934    | 1936            | 2 Waseda Daigaku, 1 Waseda WMW |
| Takumi Horiike         | 58       | 2    | 1986    | 1995            | 13 Juntendo Daigaku, 20 Yomiuri, 7 Verdy Kawasaki, 18 Shimizu S-Pulse                                                                          |
| Tsukasa Hosaka         | 19       | -34  | 1960    | 1964            | Furukawa Electric |
| Hajime Hosogai         | 30       | 1    | 2010    | 2014            | 3 Urawa Reds, 9 Augusta, 11 Bayer Leverkusen, 7 Hertha Berlino                                                                                 |
| Ichirō Hosotani        | 4        | 1    | 1978    | 1978            | Mitsubishi HI |
| Mao Hosoya             | 9        | 3    | 2022    |                 | Kashiwa Reysol |
| Tokizō Ichihashi       | 2        | 1    | 1930    | 1930            | Keio BRB |
| Daisuke Ichikawa       | 10       | 0    | 1998    | 2002            | Shimizu S-Pulse |
| Tameo Ide              | 1        | 0    | 1930    | 1930            | Waseda WMW |
| Yōsuke Ideguchi        | 15       | 2    | 2017    | 2019            | 14 Gamba Osaka, 1 Leonesa |
| Akihiro Ienaga         | 3        | 0    | 2007    | 2011            | 1 Gamba Osaka, 2 Maiorca |
| Masami Ihara           | 122      | 5    | 1988    | 1999            | 16 Tsukuba Daigaku, 8 Nissan Motors, 98 Yokohama F·Marinos                                                                                     |
| Shinobu Ikeda          | 1        | 0    | 1985    | 1985            | Nissan Motors |
| Yutaka Ikeuchi         | 8        | 0    | 1983    | 1985            | Fujita |
| Tomohiko Ikoma         | 5        | -?   | 1955    | 1955            | Mitsubishi HI |
| Keizō Imai             | 29       | 0    | 1974    | 1980            | 1 Towa Real Estate, 28 Fujita Kogyo |
| Hiroji Imamura         | 4        | 0    | 1976    | 1976            | Yanmar Diesel |
| Kazuo Imanishi         | 3        | 0    | 1966    | 1966            | Toyo Kogyo |
| Shō Inagaki            | 4        | 3    | 2021    |                 | Nagoya Grampus |
| Jun'ichi Inamoto       | 82       | 5    | 2000    | 2010            | 27 Gamba Osaka, 12 Arsenal, 11 Fulham, 1 Cardiff City, 14 West Bromwich, 1 Galatasaray, 5 Eintracht Francoforte, 3 Rennes, 8 Kawasaki Frontale |
| Masahiko Inoha         | 21       | 1    | 2011    | 2014            | 6 Kashima Antlers, 3 Hajduk Spalato, 7 Vissel Kōbe, 5 Júbilo Iwata                                                                             |
| Shunpei Inoue          | 1        | 0    | 1923    | 1923            | Osaka Club |
| Takeshi Inoue          | 1        | 0    | 1954    | 1954            | Mitsubishi HI |
| Takashi Inui           | 36       | 6    | 2009    | 2019            | 3 Cerezo Osaka, 1 Bochum, 15 Eintracht Francoforte, 11 Eibar, 2 Betis, 4 Alavés                                                                |
| Yoshinori Ishigami     | 12       | 0    | 1984    | 1986            | Yamaha Motors |
| Shigemi Ishii          | 15       | 0    | 1974    | 1979            | 5 Chūō Daigaku, 10 Furukawa Electric |
| Yoshinobu Ishii        | 1        | 0    | 1962    | 1962            | Toyo Kogyo |
| Naohiro Ishikawa       | 6        | 0    | 2003    | 2012            | FC Tokyo |
| Hiromitsu Isogai       | 2        | 0    | 1995    | 1995            | Gamba Osaka |
| Kō Itakura             | 37       | 2    | 2019    |                 | 5 Groningen, 7 Schalke 04, 25 Borussia M'gladbach                                                                                              |
| Atsuki Itō             | 3        | 1    | 2023    | 2023            | Urawa Reds |
| Hiroki Itō             | 21       | 1    | 2022    |                 | 19 Stoccarda, 2 Bayern Monaco |
| Jun'ya Itō             | 62       | 14   | 2017    |                 | 11 Kashiwa Reysol, 25 Genk, 26 Stade Reims |
| Naoji Itō              | 1        | 0    | 1981    | 1981            | Honda Motor |
| Ryōtarō Itō            | 1        | 0    | 2024    |                 | Sint-Truiden |
| Teruyoshi Itō          | 28       | 0    | 1997    | 2001            | Shimizu S-Pulse |
| Isao Iwabuchi          | 8        | 2    | 1955    | 1958            | 3 Keiō Gijuku Daigaku, 5 Keio BRB |
| Daiki Iwamasa          | 8        | 0    | 2009    | 2011            | Kashima Antlers |
| Teruo Iwamoto          | 9        | 2    | 1994    | 1994            | Bellmare Hiratsuka |
| Yūto Iwasaki           | 1        | 0    | 2022    | 2022            | Sagan Tosu |
| Tomoki Iwata           | 4        | 0    | 2019    | 2022            | 2 Oita Trinita, 2 Yokohama F·Marinos |
| Toshio Iwatani         | 8        | 4    | 1951    | 1956            | Osaka Club |
| Masanobu Izumi         | 1        | 0    | 1965    | 1965            | Università Meiji |
| Shōji Jō               | 35       | 7    | 1995    | 2001            | 4 JEF United, 29 Yokohama F·Marinos, 2 Real Valladolid                                                                                         |
| Sachi Kagawa           | 2        | 0    | 1925    | 1925            | Ri-jo Club |
| Shinji Kagawa          | 97       | 31   | 2008    | 2019            | 13 Cerezo Osaka, 55 Borussia Dortmund, 27 Manchester Utd, 2 Beşiktaş                                                                           |
| Tarō Kagawa            | 5        | 0    | 1951    | 1954            | Tanabe Pharma |
| Keiji Kaimoto          | 1        | 0    | 2000    | 2000            | Vissel Kōbe |
| Akira Kaji             | 64       | 2    | 2003    | 2008            | 35 FC Tokyo, 29 Gamba Osaka |
| Tomoyuki Kajino        | 9        | 1    | 1988    | 1989            | Yanmar Diesel |
| Yūki Kakita            | 2        | 0    | 2025    |                 | Kashiwa Reysol |
| Yōichirō Kakitani      | 18       | 5    | 2013    | 2014            | 14 Cerezo Osaka, 4 Basilea |
| Daichi Kamada          | 42       | 11   | 2019    |                 | 2 Sint-Truiden, 27 Eintracht Francoforte, 4 Lazio, 9 Crystal Palace                                                                            |
| Kunishige Kamamoto     | 76       | 75   | 1964    | 1977            | 12 Waseda Daigaku, 64 Yanmar Diesel |
| Mitsuo Kamata          | 44       | 2    | 1958    | 1962            | 12 Chūō Daigaku, 32 Furukawa Electric |
| Hisao Kami             | 15       | 0    | 1964    | 1968            | Nippon Steel |
| Shōgo Kamo             | 2        | 0    | 1936    | 1936            | Waseda Daigaku |
| Takeshi Kamo           | 2        | 0    | 1936    | 1936            | Waseda Daigaku |
| Mū Kanazaki            | 11       | 2    | 2009    | 2017            | 1 Oita Trinita, 4 Nagoya Grampus, 6 Kashima Antlers                                                                                            |
| Hiroshi Kanazawa       | 2        | -?   | 1934    | 1934            | Kyoto Sangyo Dai. |
| Katsuo Kanda           | 1        | 0    | 1995    | 1995            | Cerezo Osaka |
| Kiyoo Kanda            | 4        | 0    | 1923    | 1925            | Osaka Club |
| Nobutoshi Kaneda       | 58       | 6    | 1977    | 1984            | 18 Chūō Daigaku, 40 Nissan Motors |
| Hisashi Kaneko         | 7        | 1    | 1986    | 1987            | Furukawa Electric |
| Takashi Kano           | 7        | 2    | 1951    | 1954            | Waseda WMW |
| Takashi Kasahara       | 1        | 0    | 1940    | 1940            | Keiō Gijuku Daigaku |
| Yōsuke Kashiwagi       | 11       | 0    | 2010    | 2016            | Urawa Reds |
| Hiroshi Katayama       | 38       | 0    | 1961    | 1971            | 5 Keiō Gijuku Daigaku, 33 Mitsubishi HI |
| Hisashi Katō           | 61       | 6    | 1978    | 1987            | 5 Waseda Daigaku, 56 Yomiuri |
| Masaaki Katō           | 3        | 1    | 1981    | 1981            | Toshiba |
| Mitsuo Katō            | 1        | 0    | 1979    | 1979            | Mitsubishi Motors |
| Nobuyuki Katō          | 1        | 0    | 1951    | 1951            | Tanabe Pharma |
| Yoshio Katō            | 8        | -6   | 1980    | 1981            | Furukawa Electric |
| Toshinobu Katsuya      | 27       | 0    | 1985    | 1993            | 12 Honda Motor, 15 Yokohama F·Marinos |
| Hayao Kawabe           | 8        | 1    | 2021    |                 | 6 Sanfrecce Hiroshima, 1 Grasshoppers, 1 Standard Liegi                                                                                        |
| Saburō Kawabuchi       | 26       | 8    | 1958    | 1965            | 12 Waseda Daigaku, 14 Furukawa Electric |
| Katsuyuki Kawachi      | 3        | 0    | 1979    | 1979            | Mazda |
| Yoshikatsu Kawaguchi   | 116      | -104 | 1997    | 2010            | 50 Yokohama F·Marinos, 3 Portsmouth, 12 Nordsjælland, 51 Júbilo Iwata                                                                          |
| Nobuo Kawakami         | 41       | 0    | 1970    | 1977            | 4 Rikkyō University, 37 Hitachi |
| Ryōichi Kawakatsu      | 13       | 0    | 1981    | 1982            | Toshiba |
| Kengo Kawamata         | 9        | 1    | 2015    | 2018            | 5 Nagoya Grampus, 4 Júbilo Iwata |
| Taizō Kawamoto         | 9        | 4    | 1934    | 1954            | 5 Waseda Daigaku, 1 Waseda WMW, 3 Osaka Club                                                                                                   |
| Takumu Kawamura        | 3        | 1    | 2024    |                 | Sanfrecce Hiroshima |
| Takashi Kawanishi      | 3        | 0    | 1934    | 1934            | Kwansei Gakuin Daigaku |
| Takehiko Kawanishi     | 2        | 0    | 1959    | 1962            | 1 Rikkyō University, 7 Toyo Kogyo |
| Junji Kawano           | 2        | 0    | 1968    | 1969            | 1 Tokyo Univ. Education, 1 Toyo Kogyo |
| Eiji Kawashima         | 95       | -104 | 2008    | 2022            | 14 Kawasaki Frontale, 19 Lierse, 38 Standard Liegi, 1 Dundee Utd, 16 Metz, 7 Strasburgo                                                        |
| Yahiro Kazama          | 19       | 0    | 1980    | 1983            | Tsukuba Daigaku |
| Naoya Kikuchi          | 1        | 0    | 2010    | 2010            | Oita Trinita |
| Shinkichi Kikuchi      | 7        | -?   | 1994    | 1995            | Verdy Kawasaki |
| Yoshio Kikugawa        | 16       | 0    | 1969    | 1971            | Mitsubishi HI |
| Shirō Kikuhara         | 5        | 0    | 1990    | 1990            | Verdy Kawasaki |
| Yong-sik Kim           | 3        | 0    | 1936    | 1940            | 2 Keijo Soccer Club, 1 Waseda Daigaku |
| Arawa Kimura           | 6        | 1    | 1954    | 1955            | Kwansei Gakuin Daigaku |
| Kazushi Kimura         | 54       | 26   | 1979    | 1986            | 13 Università Meiji, 41 Nissan Motors |
| Takeo Kimura           | 14       | 4    | 1966    | 1970            | Furukawa Electric |
| Kikuzo Kisaka          | 2        | 0    | 1923    | 1923            | Osaka Club |
| Yūji Kishioku          | 10       | 2    | 1979    | 1980            | Nippon Steel |
| Kōya Kitagawa          | 8        | 0    | 2018    | 2019            | Shimizu S-Pulse |
| Akira Kitaguchi        | 10       | 1    | 1958    | 1959            | Mitsubishi HI |
| Hideaki Kitajima       | 3        | 1    | 2000    | 2000            | Kashiwa Reysol |
| Tsuyoshi Kitazawa      | 58       | 3    | 1991    | 1999            | 2 Honda Motor, 56 Verdy Kawasaki |
| Eijun Kiyokumo         | 42       | 0    | 1974    | 1980            | Furukawa Electric |
| Hiroshi Kiyotake       | 43       | 5    | 2011    | 2017            | 8 Cerezo Osaka, 19 Norimberga, 11 Hannover 96, 5 Siviglia                                                                                      |
| Minoru Kobata          | 13       | 0    | 1970    | 1973            | Hitachi |
| Daigo Kobayashi        | 1        | 0    | 2006    | 2006            | RB Omiya Ardija |
| George Kobayashi       | 3        | 0    | 1972    | 1972            | Yanmar Diesel |
| Tadao Kobayashi        | 3        | 0    | 1956    | 1956            | Keio BRB |
| Yū Kobayashi           | 14       | 2    | 2014    | 2018            | Kawasaki Frontale |
| Yūki Kobayashi         | 8        | 1    | 2016    | 2019            | 1 Júbilo Iwata, 7 Heerenveen |
| Taiyō Koga             | 3        | 0    | 2019    |                 | Kashiwa Reysol |
| Ryūta Koike            | 2        | 0    | 2022    | 2022            | Yokohama F·Marinos |
| Hiromi Kojima          | 1        | 0    | 2000    | 2000            | Gamba Osaka |
| Nobuyuki Kojima        | 4        | -?   | 1995    | 1996            | Bellmare Hiratsuka |
| Mitsuru Komaeda        | 2        | 2    | 1976    | 1977            | Fujita Kogyo |
| Yūichi Komano          | 78       | 1    | 2005    | 2013            | 27 Sanfrecce Hiroshima, 51 Júbilo Iwata |
| Daigorō Kondō          | 2        | 0    | 1927    | 1927            | Tokyo LB |
| Kōji Kondō             | 2        | 0    | 1994    | 1994            | Gamba Osaka |
| Naoya Kondō            | 1        | 0    | 2012    | 2012            | Kashiwa Reysol |
| Yasuyuki Konno         | 93       | 4    | 2005    | 2017            | 55 FC Tokyo, 38 Gamba Osaka |
| Kazuhisa Kōno          | 1        | 0    | 1974    | 1974            | Hitachi |
| Shinzō Kōroki          | 16       | 0    | 2008    | 2015            | 12 Kashima Antlers, 4 Urawa Reds |
| Takeshi Koshida        | 19       | 0    | 1980    | 1985            | 9 Tsukuba Daigaku, 10 Nissan Motors |
| Takefusa Kubo          | 44       | 7    | 2019    |                 | 4 FC Tokyo, 10 Maiorca, 4 Villarreal, 26 Real Sociedad                                                                                         |
| Tatsuhiko Kubo         | 32       | 11   | 1998    | 2006            | 14 Sanfrecce Hiroshima, 18 Yokohama F·Marinos                                                                                                  |
| Tōjirō Kubo            | 1        | 0    | 2025    |                 | Kashiwa Reysol |
| Yūya Kubo              | 13       | 2    | 2016    | 2018            | 2 Young Boys, 11 Gent |
| Masato Kudō            | 4        | 2    | 2013    | 2013            | Kashiwa Reysol |
| Shun'ichi Kumai        | 2        | -10  | 1934    | 1934            | Waseda WMW |
| Tsuyoshi Kunieda       | 2        | 0    | 1969    | 1969            | Toyo Kogyo |
| Shū Kurata             | 9        | 2    | 2015    | 2017            | Gamba Osaka |
| Yasuharu Kurata        | 6        | 0    | 1986    | 1987            | Honda Motor |
| Yūzō Kurihara          | 20       | 3    | 2006    | 2013            | Yokohama F·Marinos |
| Teruaki Kurobe         | 4        | 0    | 2003    | 2004            | Kyoto Sanga |
| Hisashi Kurosaki       | 24       | 4    | 1989    | 1997            | 9 Honda Motor, 15 Kashima Antlers |
| Shintarō Kurumaya      | 4        | 0    | 2017    | 2018            | Kawasaki Frontale |
| Katsuhiro Kusaki       | 2        | 0    | 1988    | 1988            | Yanmar Diesel |
| Katsuyoshi Kuwahara    | 2        | 0    | 1965    | 1965            | Nippon Light Metal |
| Yasuyuki Kuwahara      | 12       | 5    | 1966    | 1970            | Toyo Kogyo |
| Takayuki Kuwata        | 5        | 2    | 1961    | 1962            | Waseda Daigaku |
| Tadanari Lee           | 11       | 2    | 2011    | 2012            | 10 Sanfrecce Hiroshima, 1 Southampton |
| Yoo-hyung Lee          | 1        | 0    | 1940    | 1940            | Keijo Soccer Club |
| Wagner Lopes           | 20       | 5    | 1997    | 1999            | 13 Bellmare Hiratsuka, 7 Nagoya Grampus |
| Kōki Machida           | 17       | 0    | 2023    |                 | Union Saint-Gilloise |
| Shūto Machino          | 8        | 4    | 2022    |                 | 5 Shonan Bellmare, 3 Holstein Kiel |
| Masuzō Madono          | 2        | 0    | 1925    | 1925            | Kwansei Gakuin Daigaku |
| Daizen Maeda           | 23       | 4    | 2019    |                 | 2 Matsumoto Yamaga, 21 Celtic |
| Hideki Maeda           | 65       | 11   | 1975    | 1984            | 11 Hosei Daigaku, 54 Furukawa Electric |
| Osamu Maeda            | 14       | 5    | 1988    | 1989            | ANA |
| Ryōichi Maeda          | 33       | 10   | 2007    | 2013            | Júbilo Iwata |
| Daiya Maekawa          | 2        | 0    | 2023    |                 | Vissel Kōbe |
| Kazuya Maekawa         | 17       | -?   | 1992    | 1996            | Sanfrecce Hiroshima |
| Masakiyo Maezono       | 19       | 4    | 1994    | 1997            | 17 Yokohama Flügels, 2 Verdy Kawasaki |
| Seiya Maikuma          | 8        | 0    | 2023    |                 | Cerezo Osaka |
| Seiichirō Maki         | 38       | 8    | 2005    | 2009            | JEF United |
| Tomoaki Makino         | 38       | 4    | 2010    | 2019            | 4 Sanfrecce Hiroshima, 4 Colonia, 30 Urawa Reds                                                                                                |
| Kiyonosuke Marutani    | 1        | 0    | 1925    | 1925            | Osaka Club |
| Yūichi Maruyama        | 2        | 0    | 2016    | 2016            | FC Tokyo |
| Chikashi Masuda        | 1        | 0    | 2012    | 2012            | Kashima Antlers |
| Tadatoshi Masuda       | 1        | 0    | 1998    | 1998            | Kashima Antlers |
| Ken Matsubara          | 1        | 0    | 2021    | 2021            | Yokohama F·Marinos |
| Naoki Matsuda          | 40       | 1    | 2000    | 2005            | Yokohama F·Marinos |
| Daisuke Matsui         | 31       | 1    | 2003    | 2011            | 1 Kyoto Purple Sanga, 10 Le Mans, 6 Saint-Étienne, 12 Grenoble, 2 Tom' Tomsk                                                                   |
| Kiyotaka Matsui        | 15       | -?   | 1984    | 1988            | Nippon Kokan |
| Yasutarō Matsuki       | 11       | 0    | 1984    | 1986            | Yomiuri |
| Teiichi Matsumaru      | 3        | 0    | 1934    | 1934            | Keio BRB |
| Gyōji Matsumoto        | 1        | -6   | 1958    | 1958            | Urawa Club |
| Ikuo Matsumoto         | 11       | 1    | 1966    | 1969            | Toyo Kogyo |
| Naoki Matsuda          | 40       | 1    | 2000    | 2005            | Yokohama F·Marinos |
| Akira Matsunaga        | 10       | 2    | 1973    | 1976            | Hitachi |
| Akira Matsunaga        | 2        | 1    | 1936    | 1936            | Tokyo University Liberal Arts & Science |
| Nobuo Matsunaga        | 4        | 0    | 1954    | 1955            | Nippon Light Metal |
| Seki Matsunaga         | 1        | 0    | 1951    | 1951            | Waseda Daigaku |
| Shigetatsu Matsunaga   | 40       | -?   | 1988    | 1995            | 11 Nissan Motors, 29 Yokohama F·Marinos |
| Toshio Matsuura        | 22       | 6    | 1981    | 1987            | Nippon Kokan |
| Yoshiyuki Matsuyama    | 10       | 4    | 1987    | 1989            | 9 Waseda Daigaku, 1 Furukawa Electric |
| Ryūji Michiki          | 4        | 0    | 1996    | 1997            | Sanfrecce Hiroshima |
| Kakuichi Mimura        | 4        | 0    | 1955    | 1955            | Toho Titanium |
| Yūsuke Minagawa        | 1        | 0    | 2014    | 2014            | Sanfrecce Hiroshima |
| Takumi Minamino        | 67       | 24   | 2015    |                 | 22 Salisburgo, 15 Liverpool, 5 Southampton, 25 Monaco                                                                                          |
| Yūsuke Minoguchi       | 2        | 0    | 1988    | 1988            | JEF United |
| Yoshinobu Minowa       | 1        | 0    | 2005    | 2005            | Kawasaki Frontale |
| Shirō Misaki           | 3        | 0    | 1934    | 1934            | Kwansei Gakuin Daigaku |
| Kento Misao            | 6        | 0    | 2017    | 2018            | Kashima Antlers |
| Shunsuke Mito          | 1        | 0    | 2025    |                 | Sparta Rotterdam |
| Kaoru Mitoma           | 27       | 8    | 2021    |                 | 7 Union Saint-Gilloise, 20 Brighton |
| Makoto Mitsuta         | 2        | 0    | 2022    | 2022            | Sanfrecce Hiroshima |
| Atsuhiro Miura         | 25       | 1    | 1999    | 2005            | 13 Yokohama F·Marinos, 10 Tokyo Verdy, 2 Vissel Kōbe                                                                                           |
| Genta Miura            | 10       | 1    | 2017    | 2019            | Gamba Osaka |
| Kazuyoshi Miura        | 89       | 55   | 1990    | 2000            | 5 Yomiuri, 66 Verdy Kawasaki, 13 Genoa, 5 Kyoto Sanga                                                                                          |
| Sōta Miura             | 1        | 0    | 2024    |                 | Ventforet Kofu |
| Yasutoshi Miura        | 3        | 0    | 1993    | 1993            | Shimizu S-Pulse |
| Ryō Miyaichi           | 5        | 0    | 2012    | 2022            | 1 Arsenal, 1 Wigan, 3 Yokohama F·Marinos |
| Toshio Miyaji          | 2        | 0    | 1925    | 1925            | Osaka Club |
| Jirō Miyake            | 2        | 0    | 1925    | 1925            | Kansai Daigaku |
| Shizuo Miyama          | 2        | 0    | 1923    | 1923            | Ri-jo Club |
| Masakatsu Miyamoto     | 44       | 1    | 1959    | 1970            | 10 Waseda Daigaku, 34 Furukawa Electric |
| Teruki Miyamoto        | 58       | 19   | 1961    | 1971            | 40 Nippon Steel, 18 Nippon Steel |
| Tsuneyasu Miyamoto     | 71       | 3    | 2000    | 2006            | Gamba Osaka |
| Taisei Miyashiro       | 2        | 0    | 2025    |                 | Vissel Kōbe |
| Kōji Miyata            | 6        | 0    | 1951    | 1954            | Tanabe Pharma |
| Satoshi Miyauchi       | 20       | 0    | 1984    | 1987            | Furukawa Electric |
| Kōji Miyoshi           | 5        | 2    | 2019    | 2020            | 3 Yokohama F·Marinos, 2 Anversa |
| Hiroki Mizumoto        | 7        | 0    | 2006    | 2015            | 2 JEF United, 1 Gamba Osaka, 4 Sanfrecce Hiroshima                                                                                             |
| Kōki Mizuno            | 4        | 0    | 2007    | 2007            | JEF United |
| Takashi Mizuno         | 1        | 0    | 1955    | 1955            | Yuasa Batteries |
| Kōta Mizunuma          | 2        | 0    | 2022    | 2022            | Yokohama F·Marinos |
| Takashi Mizunuma       | 32       | 7    | 1984    | 1989            | Yokohama F·Marinos |
| Henry Heroki Mochizuki | 3        | 1    | 2025    |                 | Machida Zelvia |
| Satoru Mochizuki       | 7        | 0    | 1988    | 1989            | 3 Nippon Kokan, 4 NKK |
| Shigeyoshi Mochizuki   | 15       | 1    | 1997    | 2001            | 9 Nagoya Grampus, 5 Kyoto Purple Sanga, 1 Vissel Kōbe                                                                                          |
| Toyohito Mochizuki     | 2        | 0    | 1978    | 1978            | Fujitsu |
| Teruyuki Moniwa        | 9        | 1    | 2003    | 2006            | FC Tokyo |
| Masaaki Mori           | 8        | 0    | 1988    | 1989            | Fujita |
| Takaji Mori            | 56       | 2    | 1966    | 1976            | 4 Waseda Daigaku, 52 Mitsubishi HI |
| Takayuki Morimoto      | 10       | 3    | 2009    | 2012            | 9 Catania, 1 Novara |
| Ryōta Morioka          | 5        | 0    | 2014    | 2018            | 2 Vissel Kōbe, 2 Waasland-Beveren, 1 Anderlecht                                                                                                |
| Ryūzō Morioka          | 38       | 0    | 1999    | 2003            | Shimizu S-Pulse |
| Shigeru Morioka        | 1        | 0    | 2000    | 2000            | Vissel Kōbe |
| Masato Morishige       | 41       | 2    | 2013    | 2017            | FC Tokyo |
| Hiroaki Morishima      | 64       | 12   | 1995    | 2002            | Cerezo Osaka |
| Tsukasa Morishima      | 4        | 0    | 2019    | 2022            | Sanfrecce Hiroshima |
| Ryōya Morishita        | 3        | 1    | 2023    |                 | 1 Nagoya Grampus, 2 Legia Varsavia |
| Shin'ichi Morishita    | 28       | -?   | 1985    | 1991            | Júbilo Iwata |
| Hidemasa Morita        | 40       | 6    | 2018    |                 | 3 Kawasaki Frontale, 13 Santa Clara, 24 Sporting Lisbona                                                                                       |
| Ryōta Moriwaki         | 3        | 0    | 2011    | 2013            | 2 Sanfrecce Hiroshima, 1 Urawa Reds |
| Yasuyuki Moriyama      | 1        | 0    | 1997    | 1997            | Nagoya Grampus |
| Yoshiro Moriyama       | 7        | 0    | 1994    | 1994            | Sanfrecce Hiroshima |
| Hajime Moriyasu        | 35       | 1    | 1992    | 1996            | Sanfrecce Hiroshima |
| Masashi Motoyama       | 28       | 0    | 2000    | 2006            | Kashima Antlers |
| Shinji Murai           | 5        | 0    | 2005    | 2006            | Júbilo Iwata |
| Hiroto Muraoka         | 2        | -?   | 1954    | 1954            | Tokyo Univ. Education |
| Sei Muroya             | 16       | 0    | 2017    | 2021            | 10 FC Tokyo, 6 Hannover 96 |
| Yoshinori Mutō         | 29       | 3    | 2014    | 2019            | 13 FC Tokyo, 12 Magonza, 4 Newcastle Utd |
| Yūki Mutō              | 2        | 2    | 2015    | 2015            | Urawa Reds |
| Tomokazu Myōjin        | 26       | 3    | 2000    | 2003            | Kashiwa Reysol |
| Kensuke Nagai          | 12       | 3    | 2010    | 2019            | 1 Avispa Fukuoka, 5 Nagoya Grampus, 6 FC Tokyo                                                                                                 |
| Yoshikazu Nagai        | 69       | 9    | 1971    | 1980            | Furukawa Electric |
| Yūichirō Nagai         | 4        | 1    | 2003    | 2003            | Urawa Reds |
| Ryōta Nagaki           | 1        | 0    | 2016    | 2016            | Kashima Antlers |
| Ken Naganuma           | 4        | 1    | 1954    | 1961            | 2 Chūō Daigaku, 2 Furukawa Electric |
| Kazuaki Nagasawa       | 9        | 0    | 1978    | 1985            | 6 Tokyo Nodai, 3 Yamaha Motors |
| Kazuki Nagasawa        | 1        | 0    | 2017    | 2017            | Urawa Reds |
| Akihiro Nagashima      | 4        | 0    | 1990    | 1991            | Matsushita Electric |
| Mitsuru Nagata         | 2        | 0    | 2010    | 2011            | 1 Albirex Niigata, 1 Urawa Reds |
| Yūto Nagatomo          | 143      | 4    | 2008    |                 | 46 FC Tokyo, 10 Cesena, 61 Inter, 21 Galatasaray, 3 Olympique Marsiglia, 2 svincolato                                                          |
| Teruhito Nakagawa      | 2        | 0    | 2019    | 2019            | Yokohama F·Marinos |
| Shōya Nakajima         | 19       | 5    | 2018    | 2019            | 6 Portimonense, 7 Al-Duhail, 6 Porto |
| Kuniharu Nakamoto      | 5        | 0    | 1987    | 1987            | Nippon Kokan |
| Kazuyoshi Nakamura     | 5        | 1    | 1979    | 1979            | Fujitsu |
| Keito Nakamura         | 18       | 8    | 2023    |                 | 2 LASK, 16 Stade Reims |
| Kengo Nakamura         | 68       | 6    | 2006    | 2013            | Kawasaki Frontale |
| Kōsuke Nakamura        | 8        | -10  | 2017    | 2023            | 6 Kashiwa Reysol, 2 Portimonense |
| Naoshi Nakamura        | 1        | 0    | 2006    | 2006            | Nagoya Grampus |
| Shunsuke Nakamura      | 98       | 24   | 2000    | 2010            | 26 Yokohama F·Marinos, 32 Reggina, 34 Celtic, 6 Espanyol                                                                                       |
| Sōta Nakamura          | 2        | 1    | 2025    |                 | Sanfrecce Hiroshima |
| Tadashi Nakamura       | 16       | 0    | 1995    | 1998            | Verdy Kawasaki |
| Eisuke Nakanishi       | 14       | 0    | 1997    | 2002            | JEF United |
| Hidetoshi Nakata       | 77       | 11   | 1997    | 2006            | 25 Bellmare Hiratsuka, 4 Perugia, 10 Roma, 20 Parma, 3 Bologna, 5 Fiorentina, 10 Bolton                                                        |
| Kōji Nakata            | 57       | 2    | 2000    | 2007            | 46 Kashima Antlers, 8 Olympique Marsiglia, 3 Basilea                                                                                           |
| Shinnosuke Nakatani    | 5        | 0    | 2021    | 2022            | Nagoya Grampus |
| Masashi Nakayama       | 53       | 21   | 1990    | 2003            | Júbilo Iwata |
| Yūta Nakayama          | 22       | 0    | 2019    |                 | 16 PEC Zwolle, 6 Huddersfield Town |
| Yūji Nakazawa          | 110      | 17   | 1999    | 2010            | 9 Tokyo Verdy, 101 Yokohama F·Marinos |
| Hiroshi Nanami         | 67       | 9    | 1995    | 2001            | 60 Júbilo Iwata, 7 Venezia |
| Kazu Naoki             | 1        | 0    | 1940    | 1940            | Tōkyō Daigaku |
| Akira Narahashi        | 38       | 0    | 1994    | 2003            | 10 Bellmare Hiratsuka, 28 Kashima Antlers |
| Seigō Narazaki         | 77       | -76  | 1998    | 2010            | 2 Yokohama Flügels, 75 Nagoya Grampus |
| Atsushi Natori         | 6        | 0    | 1988    | 1989            | Urawa Reds |
| Takeshi Natori         | 1        | 1    | 1934    | 1934            | Waseda WMW |
| Yoshihiro Natsuka      | 11       | 1    | 1994    | 1995            | Bellmare Hiratsuka |
| Teruo Nimura           | 5        | 0    | 1970    | 1970            | Toyo Kogyo |
| Hirokazu Ninomiya      | 6        | 1    | 1940    | 1954            | 1 Keiō Gijuku Daigaku, 5 Keio BRB |
| Hiroshi Ninomiya       | 12       | 9    | 1958    | 1961            | 2 Keiō Gijuku Daigaku, 10 Mitsubishi HI |
| Daigo Nishi            | 2        | 0    | 2011    | 2019            | 1 Kashima Antlers, 1 Vissel Kōbe |
| Norihiro Nishi         | 5        | 0    | 2004    | 2004            | Júbilo Iwata |
| Junji Nishikawa        | 2        | -?   | 1927    | 1927            | Osaka Club |
| Shūsaku Nishikawa      | 31       | -23  | 2009    | 2016            | 1 Oita Trinita, 11 Sanfrecce Hiroshima, 19 Urawa Reds                                                                                          |
| Akihiro Nishimura      | 49       | 2    | 1980    | 1988            | 1 Osaka Keidai, 48 Yanmar Diesel |
| Shōichi Nishimura      | 2        | 1    | 1934    | 1934            | Kwansei Gakuin Daigaku |
| Takuma Nishimura       | 5        | 3    | 2022    |                 | Yokohama F·Marinos |
| Akira Nishino          | 12       | 1    | 1977    | 1978            | 4 Waseda Daigaku, 8 Hitachi |
| Takao Nishiyama        | 1        | 0    | 1964    | 1964            | Waseda Daigaku |
| Akinori Nishizawa      | 29       | 10   | 1997    | 2002            | 21 Cerezo Osaka, 6 Espanyol, 2 Bolton |
| Daiki Niwa             | 2        | 0    | 2015    | 2015            | Gamba Osaka |
| Kōji Noguchi           | 1        | 0    | 1995    | 1995            | Bellmare Hiratsuka |
| Mitsugu Nomura         | 12       | 0    | 1981    | 1982            | Fujita Kogyo |
| Ken Noritake           | 1        | 0    | 1951    | 1951            | Nippon Yusen |
| Gakuto Notsuda         | 1        | 0    | 2022    | 2022            | Sanfrecce Hiroshima |
| Akira Nozawa           | 3        | 3    | 1934    | 1934            | Waseda Daigaku |
| Masao Nozawa           | 2        | 0    | 1930    | 1930            | Tōkyō Daigaku |
| Yuzuru Nozu            | 2        | 0    | 1921    | 1921            | Tōkyō Daigaku |
| Hiroshi Ochiai         | 63       | 9    | 1974    | 1980            | Mitsubishi HI |
| Katsumi Ōenoki         | 5        | 0    | 1989    | 1990            | Yamaha Motors |
| Mitsuo Ogasawara       | 55       | 7    | 2002    | 2010            | Kashima Antlers |
| Kōki Ogawa             | 9        | 9    | 2019    |                 | 1 Mito HollyHock, 8 N.E.C. |
| Ryōya Ogawa            | 5        | 0    | 2021    | 2021            | FC Tokyo |
| Aritatsu Ogi           | 62       | 11   | 1963    | 1976            | 4 Chūō Daigaku, 58 Toyo Kogyo |
| Takahiro Ōgihara       | 1        | 0    | 2013    | 2013            | Cerezo Osaka |
| Takafumi Ogura         | 5        | 1    | 1994    | 1994            | Nagoya Grampus |
| Masashi Ōguro          | 22       | 5    | 2005    | 2008            | 15 Gamba Osaka, 6 Grenoble, 1 Tokyo Verdy |
| Kenzō Ōhashi           | 1        | 0    | 1958    | 1958            | Yuasa Batteries |
| Yūki Ōhashi            | 2        | 0    | 2024    |                 | Blackburn |
| Nobuyuki Ōishi         | 1        | 0    | 1964    | 1964            | Nippon Steel |
| Kōichi Oita            | 2        | 0    | 1936    | 1936            | Tōkyō Daigaku |
| Gō Ōiwa                | 3        | 0    | 2000    | 2000            | Nagoya Grampus |
| Takeshi Okada          | 24       | 1    | 1980    | 1985            | Furukawa Electric |
| Yoshio Okada           | 7        | 0    | 1951    | 1954            | Kwansei Gakuin Daigaku |
| Hisataka Okamoto       | 5        | 0    | 1955    | 1955            | Kwansei Gakuin Daigaku |
| Masayuki Okano         | 25       | 2    | 1995    | 1999            | Urawa Reds |
| Shun'ichirō Okano      | 2        | 0    | 1955    | 1955            | Tōkyō Daigaku |
| Shinji Okazaki         | 119      | 50   | 2008    | 2019            | 41 Shimizu S-Pulse, 25 Stoccarda, 27 Magonza, 26 Leicester City                                                                                |
| Toshihiko Okimune      | 2        | 0    | 1981    | 1981            | Fujitsu |
| Daisuke Oku            | 26       | 2    | 1998    | 2004            | 22 Júbilo Iwata, 4 Yokohama F·Marinos |
| Yoshito Ōkubo          | 60       | 6    | 2003    | 2014            | 17 Cerezo Osaka, 2 Maiorca, 31 Vissel Kōbe, 4 Wolfsburg, 6 Kawasaki Frontale                                                                   |
| Yasuhiko Okudera       | 32       | 9    | 1972    | 1987            | Furukawa Electric |
| Kanji Okunuki          | 1        | 0    | 2024    |                 | Norimberga |
| Yukitaka Omi           | 6        | 0    | 1978    | 1980            | Yomiuri |
| Yūsuke Ōmi             | 5        | 1    | 1970    | 1970            | Hitachi |
| Takuma Ōminami         | 1        | 0    | 2022    | 2022            | Kashiwa Reysol |
| Norio Omura            | 30       | 4    | 1995    | 1998            | Yokohama F·Marinos |
| Waichirō Ōmura         | 5        | 0    | 1956    | 1958            | Tanabe Pharma |
| Ado Onaiwu             | 3        | 3    | 2021    | 2021            | 2 Yokohama F·Marinos, 1 Tolosa |
| Tadao Ōnishi           | 1        | 0    | 1969    | 1969            | Mitsubishi HI |
| Masao Ōno              | 3        | 0    | 1954    | 1954            | Nissan Chemical |
| Shinji Ono             | 56       | 6    | 1998    | 2008            | 29 Urawa Reds, 26 Feyenoord, 1 Bochum |
| Takeshi Ōno            | 3        | 0    | 1965    | 1971            | 1 Waseda Daigaku, 2 Toyo Kogyo |
| Keisuke Ōsako          | 10       | -6   | 2019    |                 | Sanfrecce Hiroshima |
| Yūya Ōsako             | 57       | 25   | 2013    | 2022            | 6 Kashima Antlers, 5 Monaco 1860, 21 Colonia, 17 Werder Brema, 8 Vissel Kōbe                                                                   |
| Ryōta Ōshima           | 7        | 0    | 2016    | 2019            | Kawasaki Frontale |
| Kōsuke Ōta             | 7        | 0    | 2010    | 2015            | 1 Shimizu S-Pulse, 6 FC Tokyo |
| Naoto Ōtake            | 1        | 0    | 1994    | 1994            | Yokohama Flügels |
| Ichiji Ōtani           | 3        | 1    | 1934    | 1934            | Kobe Daigaku |
| Yūki Ōtsu              | 2        | 0    | 2013    | 2013            | VVV-Venlo |
| Yoshimatsu Ōyama       | 2        | 0    | 1925    | 1925            | Osaka Club |
| Kazuo Ozaki            | 17       | 3    | 1981    | 1983            | Mitsubishi HI |
| Michihiro Ozawa        | 36       | 0    | 1956    | 1964            | Toyo Kogyo |
| Yūto Ozeki             | 2        | 0    | 2025    |                 | Kawasaki Frontale |
| Alexandre Pisano       | 1        | -1   | 2025    |                 | Nagoya Grampus |
| Ruy Ramos              | 32       | 1    | 1989    | 1995            | Verdy Kawasaki |
| Hiroshi Saeki          | 4        | 0    | 1958    | 1961            | Nippon Steel |
| Kazuo Saitō            | 32       | 0    | 1976    | 1984            | Mitsubishi HI |
| Manabu Saitō           | 6        | 1    | 2013    | 2016            | Yokohama F·Marinos |
| Saizō Saitō            | 2        | -5   | 1930    | 1930            | Kwansei Gakuin Daigaku |
| Toshihide Saitō        | 17       | 0    | 1996    | 1999            | Shimizu S-Pulse |
| Gōtoku Sakai           | 42       | 0    | 2012    | 2018            | 23 Stoccarda, 19 Amburgo |
| Hideo Sakai            | 3        | 0    | 1934    | 1934            | Kwansei Gakuin Daigaku |
| Hiroki Sakai           | 74       | 1    | 2012    | 2022            | 3 Kashiwa Reysol, 24 Hannover 96, 38 Olympique Marsiglia, 9 Urawa Reds                                                                         |
| Naoki Sakai            | 1        | 0    | 1996    | 1996            | Kashiwa Reysol |
| Tatsuya Sakai          | 1        | 0    | 2014    | 2014            | Sagan Tosu |
| Tomoyuki Sakai         | 1        | 0    | 2000    | 2000            | JEF United |
| Yūji Sakakura          | 6        | 0    | 1990    | 1991            | Furukawa Electric |
| Tatsuhiro Sakamoto     | 2        | 0    | 2021    | 2021            | Cerezo Osaka |
| Hiroyuki Sakashita     | 1        | 0    | 1980    | 1980            | Tsukuba Daigaku |
| Daisuke Sakata         | 1        | 0    | 2006    | 2006            | Yokohama F·Marinos |
| Seiichi Sakiya         | 3        | 0    | 1971    | 1972            | Nippon Steel |
| Masanori Sanada        | 3        | -3   | 1988    | 1988            | Juntendo Daigaku |
| Kaishū Sano            | 6        | 0    | 2023    |                 | 4 Kashima Antlers, 2 Magonza |
| Kōdai Sano             | 1        | 0    | 2025    |                 | N.E.C. |
| Rihei Sano             | 2        | -10  | 1936    | 1936            | Waseda Daigaku |
| Toru Sano              | 9        | 0    | 1988    | 1990            | Nissan Motors |
| Kōji Sasaki            | 14       | 1    | 1958    | 1961            | Nihon Dunlop |
| Masanao Sasaki         | 20       | 0    | 1988    | 1991            | Honda Motor |
| Shō Sasaki             | 15       | 2    | 2018    | 2022            | Sanfrecce Hiroshima |
| Chōei Satō             | 1        | -4   | 1978    | 1978            | Furukawa Electric |
| Hiroaki Satō           | 15       | 0    | 1955    | 1959            | Kwansei Gakuin Daigaku |
| Hisato Satō            | 31       | 4    | 2006    | 2010            | Sanfrecce Hiroshima |
| Ryūnosuke Satō         | 4        | 0    | 2025    |                 | Fagiano Okayama |
| Yoshiaki Satō          | 1        | 0    | 1994    | 1994            | Urawa Reds |
| Yūto Satō              | 1        | 0    | 2006    | 2006            | JEF United |
| Kentarō Sawada         | 4        | 0    | 1995    | 1996            | Kashiwa Reysol |
| Setsu Sawagata         | 2        | 0    | 1923    | 1923            | Osaka Club |
| Masaaki Sawanobori     | 16       | 3    | 1993    | 2000            | Shimizu S-Pulse |
| Daniel Schmidt         | 14       | -12  | 2018    | 2023            | 5 Vegalta Sendai, 9 Sint-Truiden |
| Hisao Sekiguchi        | 3        | 1    | 1978    | 1978            | Mitsubishi HI |
| Kunimitsu Sekiguchi    | 3        | 0    | 2010    | 2011            | Vegalta Sendai |
| Hiroki Sekine          | 1        | 0    | 2025    |                 | Stade Reims |
| Ayumu Seko             | 7        | 0    | 2023    |                 | Grasshoppers |
| Tatsuhiko Seta         | 25       | -38  | 1973    | 1980            | Hitachi |
| Gaku Shibasaki         | 60       | 3    | 2014    | 2022            | 13 Kashima Antlers, 26 Getafe, 6 Deportivo La Coruña, 15 Leganés                                                                               |
| Yoshinori Shigematsu   | 1        | 0    | 1958    | 1958            | Toyo Kogyo |
| Tatsuya Shiji          | 1        | 1    | 1961    | 1961            | Kwansei Gakuin Daigaku |
| Seishiro Shimatani     | 1        | 0    | 1959    | 1959            | Kansai Daigaku |
| Kinjirō Shimizu        | 1        | 0    | 1925    | 1925            | Kwansei Gakuin Daigaku |
| Naoemon Shimizu        | 2        | 1    | 1923    | 1923            | Ri-jo Club |
| Ryūzō Shimizu          | 2        | 1    | 1923    | 1923            | Tokyo SC |
| Takashi Shimoda        | 1        | -2   | 1999    | 1999            | Sanfrecce Hiroshima |
| Ken'ichi Shimokawa     | 9        | -8   | 1995    | 1997            | JEF United |
| Yukio Shimomura        | 1        | 0    | 1955    | 1955            | Toyo Kogyo |
| Hideo Shinojima        | 2        | 1    | 1930    | 1930            | Tōkyō Daigaku |
| Saburō Shinosaki       | 1        | 0    | 1940    | 1940            | Keiō Gijuku Daigaku |
| Katsuyoshi Shintō      | 15       | 1    | 1987    | 1990            | 13 Mazda, 2 Mitsubishi Motors |
| Tsukasa Shiotani       | 7        | 1    | 2014    | 2019            | 2 Sanfrecce Hiroshima, 5 Al-Ain |
| Hisanori Shirasawa     | 3        | 0    | 1988    | 1988            | Yanmar Diesel |
| Gen Shōji              | 20       | 1    | 2015    | 2021            | 15 Kashima Antlers, 3 Tolosa, 2 Gamba Osaka |
| Hiroshi Soejima        | 3        | 0    | 1980    | 1980            | Yanmar Diesel |
| Hitoshi Sogahata       | 4        | -2   | 2001    | 2003            | Kashima Antlers |
| Naoki Sōma             | 58       | 4    | 1995    | 1999            | Kashima Antlers |
| Yūki Sōma              | 17       | 5    | 2019    |                 | 3 Kashima Antlers, 6 Nagoya Grampus, 5 Casa Pia, 3 Machida Zelvia                                                                              |
| Tsutomu Sonobe         | 7        | 0    | 1978    | 1981            | Fujita |
| Yasuharu Sorimachi     | 4        | 0    | 1990    | 1991            | ANA Yokohama |
| Shigemitsu Sudō        | 13       | 0    | 1979    | 1981            | Hitachi |
| Kunitaka Sueoka        | 1        | 0    | 1940    | 1940            | Waseda Daigaku |
| Daiki Suga             | 1        | 1    | 2019    | 2019            | Consadole Sapporo |
| Tetsuo Sugamata        | 23       | 0    | 1978    | 1984            | 1 Hosei Daigaku, 22 Hitachi |
| Yūji Sugano            | 1        | 0    | 1988    | 1988            | Toyota Motors |
| Yukinari Sugawara      | 15       | 2    | 2020    |                 | 13 AZ Alkmaar, 2 Southampton |
| Ken'yū Sugimoto        | 8        | 1    | 2017    | 2018            | Cerezo Osaka |
| Shigeo Sugimoto        | 3        | 0    | 1951    | 1954            | Hankyu Railways |
| Shōjirō Sugimura       | 1        | 0    | 1927    | 1927            | Waseda WMW |
| Daiki Sugioka          | 5        | 0    | 2019    | 2022            | Shonan Bellmare |
| Ryūichi Sugiyama       | 56       | 15   | 1961    | 1971            | 3 svincolato, 17 Università Meiji, 36 Mitsubishi HI                                                                                            |
| Kim Sung-Gan           | 1        | 0    | 1940    | 1940            | Keijo SC |
| Daisuke Suzuki         | 2        | 0    | 2013    | 2014            | Kashiwa Reysol |
| Hideto Suzuki          | 1        | 0    | 1997    | 1997            | Júbilo Iwata |
| Jun'nosuke Suzuki      | 1        | 0    | 2025    |                 | Shonan Bellmare |
| Keita Suzuki           | 28       | 0    | 2006    | 2008            | Urawa Reds |
| Masaharu Suzuki        | 2        | 0    | 1995    | 1996            | Yokohama F·Marinos |
| Musashi Suzuki         | 9        | 1    | 2019    | 2020            | 7 Consadole Sapporo, 2 Beerschot VA |
| Ryōzō Suzuki           | 24       | 0    | 1961    | 1968            | 1 Rikkyō University, 23 Hitachi Head Office |
| Shigeyoshi Suzuki      | 2        | 1    | 1927    | 1927            | Waseda WMW |
| Takayuki Suzuki        | 55       | 11   | 2001    | 2005            | 38 Kashima Antlers, 11 Genk, 6 Beringen-Heusden-Zolder                                                                                         |
| Yasuhito Suzuki        | 4        | -?   | 1980    | 1980            | Yanmar Diesel |
| Yasuo Suzuki           | 2        | 0    | 1934    | 1936            | Waseda Daigaku |
| Yuito Suzuki           | 2        | 0    | 2024    |                 | Brøndby |
| Zion Suzuki            | 18       | -10  | 2022    |                 | 1 Urawa Reds, 9 Sint-Truiden, 8 Parma |
| Kyōsuke Tagawa         | 2        | 1    | 2019    | 2019            | FC Tokyo |
| Mitsuhisa Taguchi      | 59       | -85  | 1975    | 1984            | Mitsubishi HI |
| Taishi Taguchi         | 3        | 0    | 2014    | 2014            | Nagoya Grampus |
| Takashi Takabayashi    | 9        | 2    | 1954    | 1958            | Tanabe Pharma |
| Toshio Takabayashi     | 12       | 2    | 1974    | 1976            | 4 Chūō Daigaku, 8 Hitachi |
| Kazumi Takada          | 16       | 0    | 1970    | 1975            | 4 Nihon Daigaku, 12 Mitsubishi HI |
| Masao Takada           | 2        | 0    | 1925    | 1925            | Kwansei Gakuin Daigaku |
| Kazumichi Takagi       | 5        | 0    | 2008    | 2009            | 3 Shimizu S-Pulse, 2 Gamba Osaka |
| Takuya Takagi          | 44       | 27   | 1992    | 1997            | Sanfrecce Hiroshima |
| Yōjirō Takahagi        | 3        | 0    | 2013    | 2017            | 2 Sanfrecce Hiroshima, 1 FC Tokyo |
| Ikuo Takahara          | 4        | 2    | 1980    | 1980            | Mitsubishi HI |
| Naohiro Takahara       | 57       | 23   | 2000    | 2008            | 17 Júbilo Iwata, 2 Boca Juniors, 25 Amburgo, 9 Eintracht Francoforte, 4 Urawa Reds                                                             |
| Hideto Takahashi       | 7        | 0    | 2012    | 2013            | FC Tokyo |
| Sakae Takahashi        | 1        | 0    | 1925    | 1925            | Osaka Club |
| Shigeru Takahashi      | 2        | 0    | 1927    | 1927            | Waseda WMW |
| Takeo Takahashi        | 14       | 4    | 1966    | 1970            | Furukawa Electric |
| Kōta Takai             | 4        | 0    | 2024    |                 | Kawasaki Frontale |
| Daijirō Takakuwa       | 1        | -1   | 2000    | 2000            | Kashima Antlers |
| Daiki Takamatsu        | 2        | 0    | 2006    | 2007            | Oita Trinita |
| Yasuo Takamori         | 30       | 0    | 1955    | 1963            | 8 Rikkyō University, 22 Nippon Kokan |
| Kō Takamoro            | 2        | 0    | 1927    | 1927            | Waseda WMW |
| Tadao Takayama         | 2        | 1    | 1930    | 1930            | Tōkyō Daigaku |
| Nobuhiro Takeda        | 18       | 1    | 1987    | 1994            | 10 Yomiuri, 8 Verdy Kawasaki |
| Shigemaru Takenokoshi  | 5        | 1    | 1925    | 1930            | Tokyo Teikoku Dai. |
| Teizō Takeuchi         | 4        | 0    | 1930    | 1936            | Tokyo LB |
| Michiyo Taki           | 1        | 0    | 1927    | 1927            | Waseda WMW |
| Keiji Tamada           | 72       | 16   | 2004    | 2010            | 34 Kashiwa Reysol, 38 Nagoya Grampus |
| Misao Tamai            | 2        | 1    | 1927    | 1927            | Waseda WMW |
| Megumu Tamura          | 3        | 0    | 1951    | 1951            | Nippon Oil & Fats |
| Ao Tanaka              | 32       | 8    | 2019    |                 | 2 Kawasaki Frontale, 25 Fortuna Düsseldorf, 5 Leeds Utd                                                                                        |
| Hayuma Tanaka          | 1        | 0    | 2006    | 2006            | Yokohama F·Marinos |
| Jun'ya Tanaka          | 4        | 0    | 2012    | 2014            | 1 Kashiwa Reysol, 3 Sporting Lisbona |
| Kōji Tanaka            | 20       | 3    | 1982    | 1984            | Nippon Kokan |
| Makoto Tanaka          | 32       | 0    | 2004    | 2006            | Júbilo Iwata |
| Marcus Tulio Tanaka    | 43       | 8    | 2006    | 2010            | 32 Urawa Reds, 11 Nagoya Grampus |
| Satoshi Tanaka         | 1        | 0    | 2025    |                 | Sanfrecce Hiroshima |
| Shinji Tanaka          | 17       | 0    | 1980    | 1985            | 12 Chūō Daigaku, 5 Nissan Motors |
| Shunta Tanaka          | 1        | 0    | 2019    | 2019            | Consadole Sapporo |
| Tatsuya Tanaka         | 16       | 3    | 2005    | 2009            | Urawa Reds |
| Yasukazu Tanaka        | 4        | 0    | 1955    | 1955            | Chūō Daigaku |
| Kōsei Tani             | 3        | -1   | 2022    |                 | 1 Shonan Bellmare, 2 Machida Zelvia |
| Shin'ichirō Tani       | 1        | 0    | 1990    | 1990            | Tsukuba Daigaku |
| Shōgo Taniguchi        | 32       | 1    | 2015    |                 | 16 Kawasaki Frontale, 12 Al-Rayyan, 4 Sint-Truiden                                                                                             |
| Osamu Taninaka         | 3        | 0    | 1984    | 1986            | Fujita |
| Kazuaki Tasaka         | 7        | 0    | 1995    | 1999            | 4 Bellmare Hiratsuka, 3 Shimizu S-Pulse |
| Kōzō Tashima           | 7        | 1    | 1979    | 1980            | 4 Tsukuba Daigaku, 3 Furukawa Electric |
| Yūzō Tashiro           | 3        | 0    | 2008    | 2008            | Kashima Antlers |
| Motoo Tatsuhara        | 4        | 0    | 1934    | 1936            | Waseda WMW |
| Yūgo Tatsuta           | 1        | 0    | 2019    | 2019            | Shimizu S-Pulse |
| Kōta Tawaratsumida     | 3        | 0    | 2025    |                 | FC Tokyo |
| Shūhei Terada          | 6        | 0    | 2008    | 2009            | Kawasaki Frontale |
| Shirō Teshima          | 2        | 2    | 1930    | 1930            | Tōkyō Daigaku |
| Satoshi Tezuka         | 25       | 2    | 1980    | 1988            | 8 Chūō Daigaku, 17 Fujita |
| Kenji Tochio           | 2        | 0    | 1961    | 1961            | Furukawa Electric |
| Kazuyuki Toda          | 20       | 1    | 2001    | 2002            | Shimizu S-Pulse |
| Masanori Tokita        | 12       | 2    | 1951    | 1959            | Tanabe Pharma |
| Takashi Tokuhiro       | 1        | 0    | 1955    | 1955            | Yuasa Batteries |
| Yūhei Tokunaga         | 9        | 0    | 2009    | 2013            | FC Tokyo |
| Takehiro Tomiyasu      | 42       | 1    | 2018    |                 | 15 Sint-Truiden, 8 Bologna, 19 Arsenal |
| Kiyoshi Tomizawa       | 9        | 2    | 1965    | 1971            | 4 Nippon Steel, 5 Nippon Steel |
| Tetsuya Totsuka        | 18       | 3    | 1980    | 1985            | Yomiuri |
| Yōhei Toyoda           | 8        | 1    | 2013    | 2015            | Sagan Tosu |
| Keisuke Tsuboi         | 40       | 0    | 2003    | 2007            | Urawa Reds |
| Kazumi Tsubota         | 7        | -?   | 1981    | 1984            | Yanmar Diesel |
| Hisashi Tsuchida       | 1        | -3   | 1988    | 1988            | Urawa Reds |
| Masaki Tsuchihashi     | 1        | 0    | 1996    | 1996            | Urawa Reds |
| Yukio Tsuda            | 4        | 0    | 1940    | 1951            | 1 Keiō Gijuku Daigaku, 3 Mitsubishi HI |
| Shōzō Tsugitani        | 12       | 4    | 1961    | 1965            | 4 Kwansei Gakuin Daigaku, 8 Mitsubishi HI |
| Satoshi Tsunami        | 78       | 2    | 1980    | 1995            | 55 Yomiuri, 23 Verdy Kawasaki |
| Yūto Tsunashima        | 1        | 0    | 2025    |                 | Template:Calcio Verdy |
| Ryōta Tsuzuki          | 6        | -6   | 2001    | 2009            | 2 Gamba Osaka, 4 Urawa Reds |
| Atsuto Uchida          | 74       | 2    | 2008    | 2015            | 31 Kashima Antlers, 43 Schalke 04 |
| Hifuyo Uchida          | 2        | 0    | 1925    | 1925            | Osaka Club |
| Masao Uchino           | 18       | 3    | 1955    | 1962            | 7 Chūō Daigaku, 11 Furukawa Electric |
| Atsushi Uchiyama       | 2        | 0    | 1984    | 1985            | Yamaha Motors |
| Masaru Uchiyama        | 1        | 0    | 1985    | 1985            | Yamaha Motors |
| Ayase Ueda             | 31       | 14   | 2019    |                 | 9 Kashima Antlers, 6 Cercle Bruges, 16 Feyenoord                                                                                               |
| Naomichi Ueda          | 18       | 1    | 2015    |                 | 6 Kashima Antlers, 9 Cercle Bruges, 3 Nîmes |
| Tadahiko Ueda          | 13       | 7    | 1970    | 1971            | Nippon Steel |
| Shigeharu Ueki         | 1        | 0    | 1979    | 1979            | Fujita |
| Ken'ichi Uemura        | 4        | 0    | 2001    | 2001            | Sanfrecce Hiroshima |
| Yoshiharu Ueno         | 1        | 0    | 2000    | 2000            | Yokohama F·Marinos |
| Tomoya Ugajin          | 1        | 0    | 2018    | 2018            | Urawa Reds |
| Tokutarō Ukon          | 5        | 1    | 1934    | 1940            | 4 Keiō Gijuku Daigaku, 1 Kobe FC |
| Tsukasa Umesaki        | 1        | 0    | 2006    | 2006            | Oita Trinita |
| Zento Uno              | 2        | 0    | 2025    |                 | Shimizu S-Pulse |
| Takashi Usami          | 27       | 3    | 2015    | 2019            | 16 Gamba Osaka, 3 Augusta, 8 Fortuna Düsseldorf                                                                                                |
| Hiroyuki Usui          | 38       | 15   | 1974    | 1984            | 2 Waseda Daigaku, 36 Hitachi |
| Takeo Wakabayashi      | 2        | 4    | 1930    | 1930            | Kobe-Ichi High School |
| Yasuto Wakizaka        | 4        | 0    | 2021    | 2022            | Kawasaki Frontale |
| Hidemaro Watanabe      | 2        | -5   | 1954    | 1954            | Chugoku Electric Power |
| Kazuma Watanabe        | 1        | 0    | 2010    | 2010            | Yokohama F·Marinos |
| Masashi Watanabe       | 39       | 12   | 1958    | 1969            | 17 Rikkyō University, 22 Nippon Steel |
| Mitsuo Watanabe        | 28       | 4    | 1974    | 1979            | 7 Towa Real Estate, 21 Fujita Kogyo |
| Takeshi Watanabe       | 1        | 0    | 1997    | 1997            | Kashiwa Reysol |
| Tsuyoshi Watanabe      | 4        | 0    | 2019    |                 | 1 FC Tokyo, 3 Gent |
| Yanosuke Watanabe      | 2        | -?   | 1925    | 1925            | Kwansei Gakuin Daigaku |
| Yoshiichi Watanabe     | 6        | 1    | 1979    | 1979            | Toyo Kogyo |
| Shigeo Yaegashi        | 45       | 11   | 1956    | 1968            | 3 Waseda Daigaku, 42 Furukawa Electric |
| Hiroki Yamada          | 2        | 0    | 2013    | 2013            | Júbilo Iwata |
| Naoki Yamada           | 2        | 0    | 2009    | 2010            | Urawa Reds |
| Nobuhisa Yamada        | 15       | 1    | 2002    | 2004            | Urawa Reds |
| Shin Yamada            | 1        | 0    | 2025    |                 | Kawasaki Frontale |
| Takahiro Yamada        | 1        | 0    | 1994    | 1994            | Yokohama F·Marinos |
| Takuya Yamada          | 4        | 0    | 2003    | 2004            | Tokyo Verdy |
| Satoru Yamagishi       | 11       | 0    | 2006    | 2008            | 8 JEF United, 3 Kawasaki Frontale |
| Hotaru Yamaguchi       | 48       | 3    | 2013    | 2019            | 44 Cerezo Osaka, 1 Hannover 96, 3 Vissel Kōbe                                                                                                  |
| Motohiro Yamaguchi     | 58       | 4    | 1995    | 1998            | Yokohama Flügels |
| Satoshi Yamaguchi      | 1        | 0    | 1981    | 1981            | Mitsubishi HI |
| Satoshi Yamaguchi      | 2        | 0    | 2009    | 2010            | Gamba Osaka |
| Toshihiro Yamaguchi    | 4        | 0    | 1994    | 1995            | Gamba Osaka |
| Yoshitada Yamaguchi    | 49       | 0    | 1964    | 1973            | 12 Chūō Daigaku, 37 Hitachi |
| Osamu Yamaji           | 1        | 0    | 1954    | 1954            | Sumitomo Metals |
| Masakuni Yamamoto      | 4        | 0    | 1980    | 1981            | Kokushikan Daigaku |
| Shūto Yamamoto         | 1        | 0    | 2017    | 2017            | Kashima Antlers |
| Kazuya Yamamura        | 1        | 0    | 2010    | 2010            | Ryutsu Keizai |
| Ryōsuke Yamanaka       | 2        | 1    | 2018    | 2019            | 1 Yokohama F·Marinos, 1 Urawa Reds |
| Miki Yamane            | 16       | 2    | 2021    | 2022            | Kawasaki Frontale |
| Takayoshi Yamano       | 2        | 0    | 1980    | 1980            | Yanmar Diesel |
| Kōji Yamase            | 13       | 5    | 2006    | 2010            | Yokohama F·Marinos |
| Yoshiteru Yamashita    | 3        | 0    | 2001    | 2003            | 2 Avispa Fukuoka, 1 Vegalta Sendai |
| Hiroshige Yanagimoto   | 30       | 0    | 1995    | 1997            | Sanfrecce Hiroshima |
| Atsushi Yanagisawa     | 58       | 17   | 1998    | 2006            | 35 Kashima Antlers, 11 Sampdoria, 12 Messina                                                                                                   |
| Kishō Yano             | 19       | 2    | 2007    | 2010            | Albirex Niigata |
| Michihiro Yasuda       | 7        | 1    | 2008    | 2011            | 6 Gamba Osaka, 1 Vitesse |
| Michio Yasuda          | 1        | 0    | 1979    | 1979            | Nippon Steel |
| Masaki Yokotani        | 20       | 0    | 1974    | 1977            | 1 Hosei Daigaku, 19 Hitachi |
| Kenzō Yokoyama         | 49       | -?   | 1964    | 1974            | 5 Rikkyō University, 44 Mitsubishi HI |
| Masafumi Yokoyama      | 31       | 10   | 1979    | 1984            | Nippon Steel |
| George Yonashiro       | 2        | 0    | 1985    | 1985            | Yomiuri |
| Kōki Yonekura          | 2        | 0    | 2015    | 2015            | Gamba Osaka |
| Takuji Yonemoto        | 1        | 0    | 2010    | 2010            | FC Tokyo |
| Atsushi Yoneyama       | 1        | 0    | 2000    | 2000            | Tokyo Verdy |
| Hiroshi Yoshida        | 9        | 1    | 1981    | 1983            | Furukawa Electric |
| Maya Yoshida           | 126      | 12   | 2010    | 2022            | 17 VVV-Venlo, 83 Southampton, 19 Sampdoria, 7 Schalke 04                                                                                       |
| Mitsunori Yoshida      | 35       | 2    | 1988    | 1993            | 19 Yamaha Motors, 16 Júbilo Iwata |
| Kōta Yoshihara         | 1        | 0    | 1999    | 1999            | Consadole Sapporo |
| Toru Yoshikawa         | 1        | 0    | 1983    | 1983            | Hitachi |
| Norio Yoshimizu        | 4        | 1    | 1970    | 1970            | Furukawa Electric |
| Daishirō Yoshimura     | 46       | 7    | 1970    | 1976            | Yanmar Diesel |
| Eizō Yuguchi           | 5        | 1    | 1969    | 1970            | Yanmar Diesel |